# Dai Nianci
Dai Nianci chinesisch 戴念慈, Pinyin Dài Niàncí; (* 28. April 1920 in Wuxi; † 12. November 1991 in Peking) war ein chinesischer Architekt und Mitglied der Chinesischen Akademie der Wissenschaften.

## Leben
Nach seinem Architekturstudium an der Zentralen Nationaluniversität arbeitete Dai als Lehrkraft an seiner Alma Mater. Seit 1944 wurde Dai beim Xingye-Büro und dem Shangxincheng-Büro angestellt. Von 1952 bis 1971 arbeitete er in der Institut für Architektur und Konstruktion in Peking. 1983 war er Direktor der Chinesischen Institut der Architektur. 1986 wurde er Ratgeber für das Bauministerium und 1988 Hauptarchitekt für das Atelier der Chinesischen Institut der Architektur. 1991 wurde er Mitglied der Chinesischen Akademie der Wissenschaften.

## Bauten

Bauten von Dai
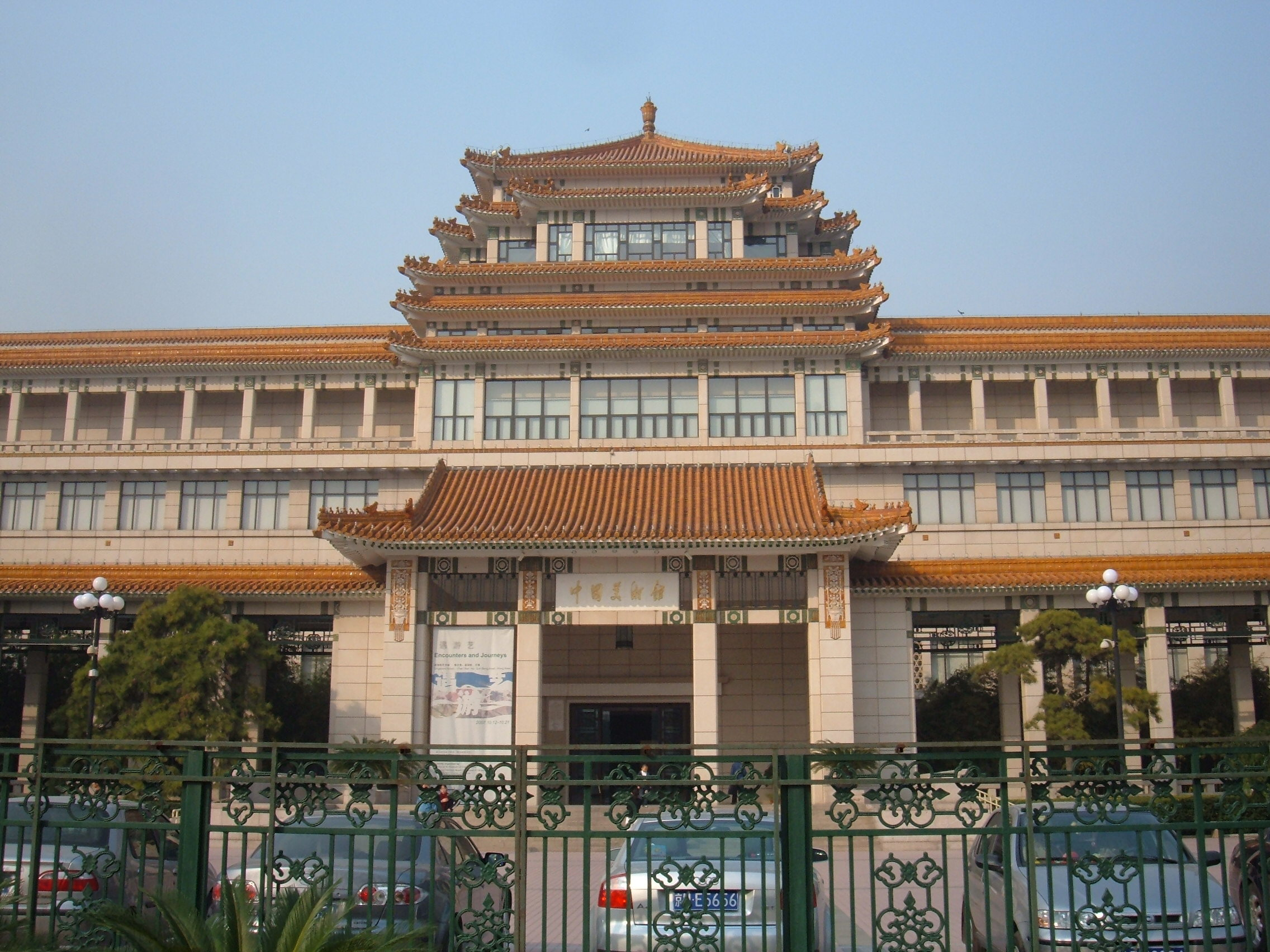
Chinesisches Kunstmuseum
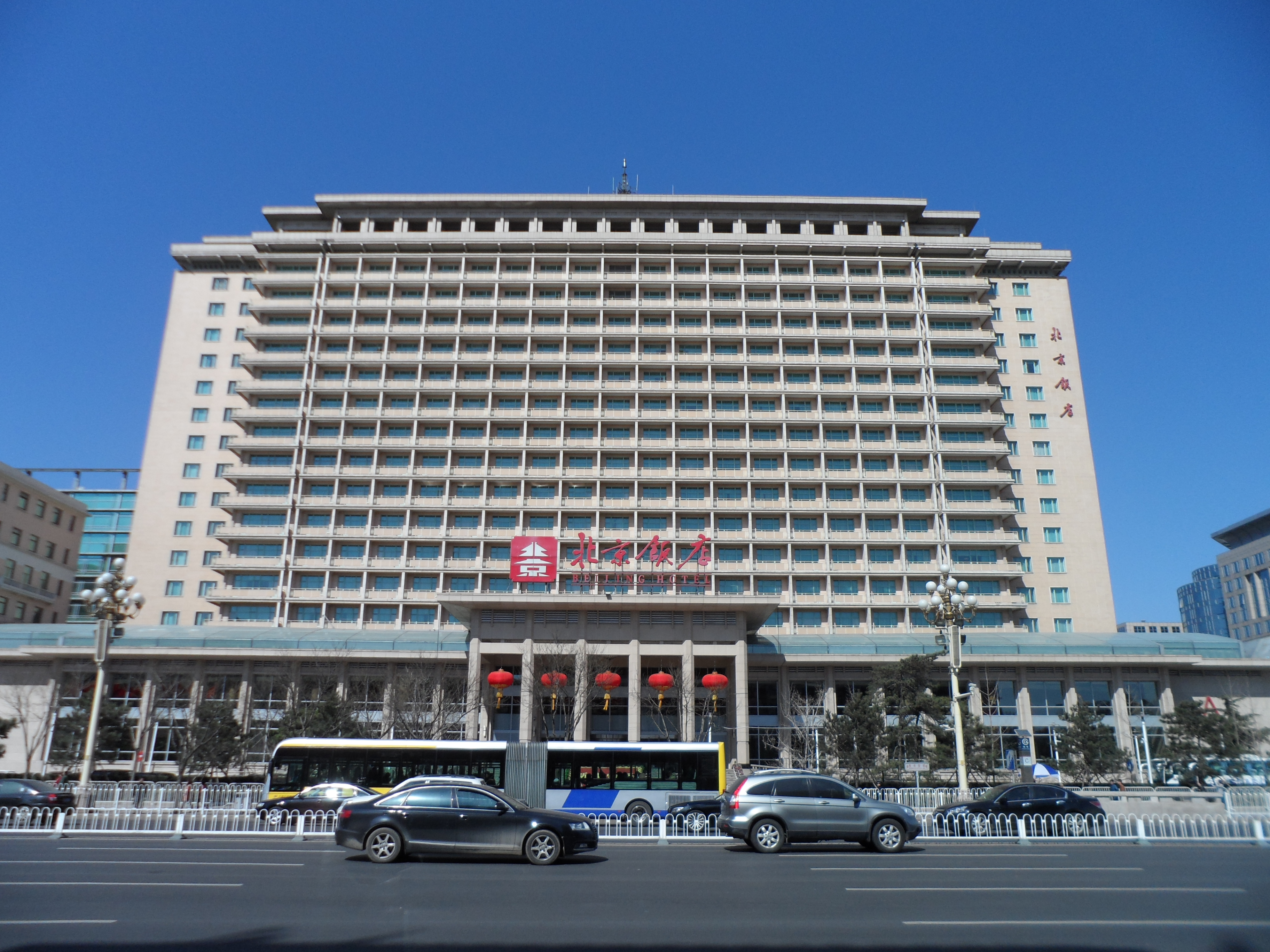
Peking-Hotel
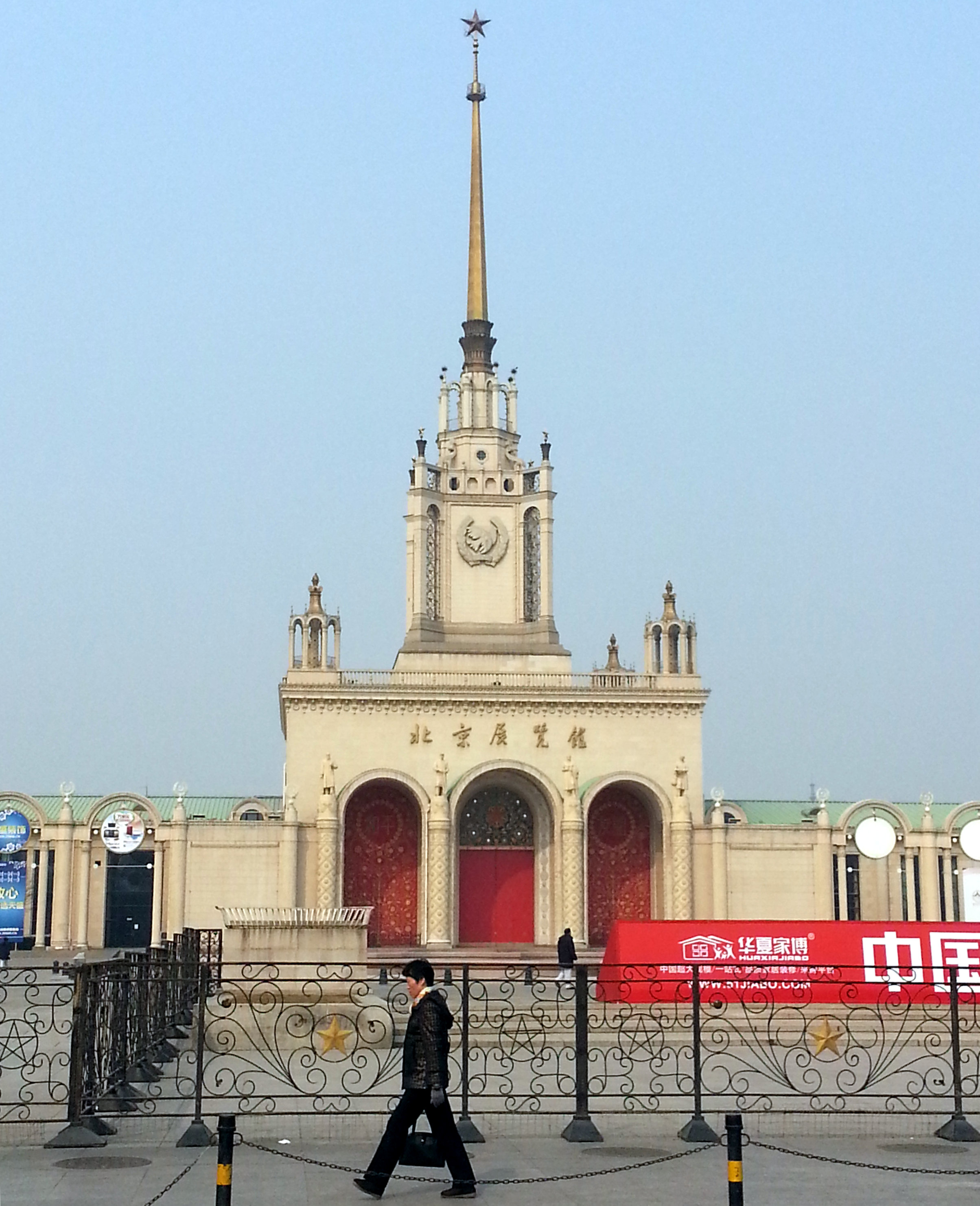
Messe Peking

- Chinesisches nationales Kunstmuseum in Peking
- Westgebäude des Peking-Hotel in Peking
- Bandaranaike-Sitzungssaal in Colombo, Sri Lanka
- Queli-Gästehau in Qufu
- Zentrale Parteihochschule der Kommunistischen Partei Chinas in Peking
- Messe Peking
- Westsee-Landesgästehaus in Hangzhou